# (254) Augusta
(254) Augusta es un asteroide perteneciente al cinturón de asteroides descubierto el 31 de marzo de 1886 por Johann Palisa desde el observatorio de Viena, Austria.
Está nombrado en honor de la esposa del astrónomo austriaco Carl Ludwig von Littrow (1811-1877).

## Características orbitales
Augusta forma parte de la familia asteroidal de Flora.